# 悲宝館
『悲宝館』（ひほうかん）は、一部テレビ朝日系列局で放送されていたテレビ朝日製作のバラエティ番組である。ハイビジョン制作。製作局のテレビ朝日では2007年4月6日から同年9月21日まで、毎週金曜 25:20 - 25:50 （日本標準時）に放送。ただし、『朝まで生テレビ!』の放送がある月末週には放送を休止していた。

## 概要
視聴者から送られてきた悲しいネタを「悲宝」と呼んで紹介し、それを笑いに昇華していた深夜番組。MC（司会）は「悲宝館のオーナー」である藤井隆が務めていた。また、ブラックマヨネーズ、森三中、チュートリアル、ハリセンボン、麒麟の中からいずれか2組が悲宝を紹介する「カナシスト」として出演。この他に、毎回1人もしくは1組のゲストが出演していた。番組のラストではゲストが最も悲しいと思った「最悲宝」を選出し、それを投稿した視聴者に番組マスコットの熊のぬいぐるみ「サディベア」を贈っていた。
放送内容はまったく異なるが、本番組は前番組『oh♪dolly25』のシーズン2に位置づけられていた。番組表上ではタイトルが「oh dolly悲宝館」と表記されており、番組のオープニングでも「oh♪dolly」の文字がちらっと表示されていた。
番組は半年で同タイトルでの放送を終了し、『oh♪dolly25』のシーズン3にあたる『業界技術狩人 ギョーテック』へとリニューアルした。

## 主なコーナー
悲しミュージック
聞いていて思わず悲しくなる楽曲のフレーズを紹介する。
悲しいグルメニュー
本来であれば美味しいはずなのに、調理方法や組み合わせによって悲しい味になってしまった料理や食材を紹介する。
悲しみツアー
微妙なところで狙い目を外してしまっているような、悲しくも笑える地域・場所を紹介する。
悲しみアルバム
悲しくて笑える写真を紹介する。表情を崩して悲しくおかしな顔にした「変顔」もこのコーナーで紹介。
悲しみ相談室
存在自体が悲しい物、かつては一世を風靡していたのに今では見かけなくなってしまった物を募集。出演者たちがその「物」と相談し、何とか盛り立てようと試みていた。
悲しい朗読
書いた時には普通だと思っていたのに、後で読み返すと悲しくなってしまう文章を募集し、それをカナシストたちが朗読する。
大悲利
番組公式サイトでお題を提示し、それに対して寄せられた悲しい答えをカナシストたちが読み上げる。

## 備考
- 本番組をネットしていたのはテレビ朝日と秋田朝日放送と大分朝日放送の3局だけだった。このうち、テレビ朝日との同時ネットを行っていたのは大分朝日放送のみで、秋田朝日放送は毎週土曜 17:00 - 17:30 に放送していた。
- テレビ朝日では聖心美容外科（現・聖心美容クリニック）の提供で放送されていた。また、大分朝日放送でもローカルスポンサーが付いていた。2006年4月に『Matthew's Best Hit TV』がスタートして以来、この時間帯にスポンサーが付いたのはこれが初である。